# Championnat de Mongolie de football 2019
Navigation
Saison précédente Saison suivante
La saison 2019 du Championnat de Mongolie de football est la vingt-quatrième édition de la National Premier League, le championnat de première division en Mongolie. Les dix équipes sont regroupées au sein d'une poule unique où elles s'affrontent deux fois, à domicile et à l'extérieur. Les cinq premiers jouent ensuite dans un mini-championnat en se rencontrant une seule fois et en emportant les points acquis lors de la première phase.
Les cinq derniers se rencontrent également avec la même formule, les deux derniers du classement sont relégués et remplacés par les deux meilleurs clubs de First League, la deuxième division nationale.
Le club d'Ulaanbaatar City FC remporte son premier titre de champion cette saison après avoir terminé en tête du classement final.
Grâce à ce succès, le club se qualifie pour le tour préliminaire de la Coupe de l'AFC 2020.

## Les clubs participants
- Erchim
- Khangarid
- Goyo FC renommé Anduud City
- Khoromkhon - Promu de First League
- Khaan Khuns Crown Club - Promu de First League
- Selenge Press Falcons
- FC Ulaanbaatar
- Deren FC
- Ulaanbaatar City FC
- Athletic 220 FC

## Compétition
Le barème de points servant à établir le classement se décompose ainsi :
- Victoire : 3 points
- Match nul : 1 point
- Défaite : 0 point

### Classement

#### Première phase
| Rang | Équipe                   | Pts | J  | G  | N | P  | Bp | Bc | Diff |
| ---- | ------------------------ | --- | -- | -- | - | -- | -- | -- | ---- |
| 1    | ErchimT C                | 41  | 18 | 13 | 2 | 3  | 57 | 23 | +34  |
| 2    | Ulaanbaatar City FC      | 39  | 18 | 12 | 3 | 3  | 48 | 19 | +29  |
| 3    | Athletic 220 FC          | 34  | 18 | 10 | 4 | 4  | 47 | 27 | +20  |
| 4    | Khangarid                | 34  | 18 | 11 | 1 | 6  | 57 | 39 | +18  |
| 5    | Deren FC                 | 31  | 18 | 9  | 4 | 5  | 37 | 21 | +16  |
| 6    | Selenge Press Falcons    | 30  | 18 | 10 | 0 | 8  | 44 | 25 | +19  |
| 7    | Anduud City              | 25  | 18 | 8  | 1 | 9  | 30 | 45 | -15  |
| 8    | FC Ulaanbaatar           | 19  | 18 | 5  | 4 | 9  | 32 | 32 | 0    |
| 9    | Khoromkhon P             | 6   | 18 | 2  | 0 | 16 | 13 | 85 | -72  |
| 10   | Khaan Khuns Crown Club P | 1   | 18 | 0  | 1 | 17 | 15 | 64 | -49  |

|  | Qualification pour les play-off championnat                                         |
|  | T : Tenant du titre C : Vainqueur de la Coupe de Mongolie P : Promu de First League |

- source site officiel

#### Play-off championnat
Les cinq premiers de la première phase jouent dans un mini-championnat en se rencontrant une seule fois et en emportant les points acquis.
| Rang | Équipe              | Pts | J  | G  | N | P | Bp | Bc | Diff |
| ---- | ------------------- | --- | -- | -- | - | - | -- | -- | ---- |
| 1    | Ulaanbaatar City FC | 48  | 22 | 15 | 3 | 4 | 30 | 24 | +6   |
| 2    | ErchimT C           | 48  | 22 | 15 | 3 | 4 | 65 | 28 | +37  |
| 3    | Khangarid           | 40  | 22 | 13 | 1 | 8 | 62 | 45 | +17  |
| 4    | Athletic 220 FC     | 36  | 22 | 10 | 6 | 6 | 52 | 38 | +14  |
| 5    | Deren FC            | 35  | 22 | 10 | 5 | 7 | 41 | 28 | +13  |

|  | Qualification pour la Coupe de l'AFC 2020                 |
|  | T : Tenant du titre C : Vainqueur de la Coupe de Mongolie |

- Ulaanbaatar City FC est champion grâce aux résultats particuliers contre Erchim (3-0,1-2 et 2-1).

#### Play-off relégation
Les cinq derniers de la première phase se rencontrent une seule fois, les deux derniers du classement sont relégués et remplacés par les deux meilleurs clubs de First League, la deuxième division nationale.
| Rang | Équipe                   | Pts | J  | G  | N | P  | Bp | Bc  | Diff |
| ---- | ------------------------ | --- | -- | -- | - | -- | -- | --- | ---- |
| 1    | Selenge Press Falcons    | 38  | 22 | 12 | 2 | 8  | 65 | 31  | +34  |
| 2    | FC Ulaanbaatar           | 29  | 22 | 8  | 5 | 9  | 47 | 37  | +10  |
| 3    | Anduud City              | 28  | 22 | 9  | 1 | 12 | 38 | 63  | -25  |
| 4    | Khaan Khuns Crown Club P | 8   | 22 | 2  | 2 | 18 | 23 | 67  | -44  |
| 5    | Khoromkhon P             | 6   | 22 | 2  | 0 | 20 | 18 | 110 | -92  |

|  | Relégation en First League |
|  | P : Promu de First League  |

## Bilan de la saison
| Championnat de Mongolie de football 2019 |                                 |
| Champion                                 | Ulaanbaatar City FC (1er titre) |
| Coupes et trophées                       |                                 |
| Vainqueur de la Coupe de Mongolie 2019   | Erchim                          |
| Qualifications continentales             |                                 |
| Coupe de l'AFC 2020                      | Ulaanbaatar City FC             |
| Promotions et relégations                |                                 |
| Promus en National Premier League        | FC Sumida-Gepro                 |
| Promus en National Premier League        | Ulaanbaataryn Mazaalaynuud FC   |
| Relégués en First League                 | Khaan Khuns Crown Club          |
| Relégués en First League                 | Khoromkhon                      |